# Nécropole nationale du Bois-Roger
La nécropole nationale du Bois-Roger est  un cimetière militaire français de la Première Guerre mondiale, situé sur le territoire de la commune d'Ambleny, dans le département de l'Aisne, en bordure de la RD 931 entre Soissons et le village d'Ambleny.

## Historique
Ce cimetière militaire est édifié en 1923. En 1954, 555 soldats français, tués au cours de la Seconde Guerre mondiale y sont inhumés.

## Caractéristiques
Dans ce cimetière militaire, d'une superficie de 3,64 ha, la plus importante nécropole du département de l'Aisne par le nombre de personnes inhumées, sont inhumés 11 229 soldats de la Grande Guerre dont 8 153 reposent dans des tombes individuelles et 3 076 en ossuaires.
S'y trouvent également les tombes d'un soldat russe, de 76 victimes civiles françaises ainsi que celle de Mogens Birck, un légionnaire de nationalité danoise mort pour la France le 12 juillet 1918.
Il y a une liste alphabétique des soldats inhumés.